# 飯島町図書館
飯島町図書館（いいじままちとしょかん）は長野県上伊那郡飯島町の町立図書館。1993年4月25日開館。

## 建物構造
- 所在地 : 〒399-3702 長野県上伊那郡飯島町飯島2489番地
- 構造 : 鉄筋コンクリート構造[1]
- 延床面積 : 620m2[1]

## 利用情報
- 開館時間 :午前10時から午後6時まで
- 休館日 :毎週月曜日、毎月末日、国民の祝日の翌日、年末年始、蔵書点検期間
- 移動図書館車 :1台